# Szupertoronyugrás a 2017-es úszó-világbajnokságon
2017. július 28. és július 30. között került sor Budapesten – az úszó-világbajnokság keretein belül – a szupertoronyugrás versenyszámára, a Batthyány téri Dunaparton, az Országházzal szemben.

## A versenyszámok időrendje
A viadal eseményei helyi idő szerint (GMT +01:00):
| 2017. július 28., péntek                                                  | 2017. július 29., szombat        | 2017. július 30., vasárnap         |
| ------------------------------------------------------------------------- | -------------------------------- | ---------------------------------- |
| 12:30-14:00 Női 1. kör (selejtező) 14:00-15:30 Férfi 1-2. kör (selejtező) | 12:15-13:45 Női 2-4. kör (döntő) | 12:00-13:30 Férfi 3-4. kör (döntő) |

## A versenyen részt vevő nemzetek
A vb-n 16 nemzet 32 sportolója – 22 férfi és 10 nő – vett részt.
| Részt vevő nemzetek férfi / nő megbontásban | Részt vevő nemzetek férfi / nő megbontásban | Részt vevő nemzetek férfi / nő megbontásban | Részt vevő nemzetek férfi / nő megbontásban | Részt vevő nemzetek férfi / nő megbontásban | Részt vevő nemzetek férfi / nő megbontásban |
| ------------------------------------------- | ------------------------------------------- | ------------------------------------------- | ------------------------------------------- | ------------------------------------------- | ------------------------------------------- |
| nemzet                                      | F                                           | N                                           | nemzet                                      | F                                           | N                                           |
| Amerikai Egyesült Államok                   | 3                                           | 3                                           | Kolumbia                                    | 2                                           | 0                                           |
| Ausztrália                                  | 0                                           | 2                                           | Lengyelország                               | 1                                           | 0                                           |
| Brazília                                    | 1                                           | 1                                           | Luxemburg                                   | 1                                           | 0                                           |
| Bulgária                                    | 1                                           | 0                                           | Mexikó                                      | 2                                           | 1                                           |
| Csehország                                  | 1                                           | 0                                           | Németország                                 | 0                                           | 2                                           |
| Egyesült Királyság                          | 3                                           | 0                                           | Olaszország                                 | 1                                           | 0                                           |
| Fehéroroszország                            | 1                                           | 1                                           | Oroszország                                 | 3                                           | 0                                           |
| Franciaország                               | 1                                           | 0                                           | Ukrajna                                     | 1                                           | 0                                           |

F = férfi, N = nő

## Eredmények

### Éremtáblázat
| #        | nemzet                 | arany | ezüst | bronz | összesen |
| 1        | Ausztrália (AUS)       | 1     | 0     | 0     | 1        |
| 1        | USA (USA)              | 1     | 0     | 0     | 1        |
| 3        | Csehország (CZE)       | 0     | 1     | 0     | 1        |
| 3        | Mexikó (MEX)           | 0     | 1     | 0     | 1        |
| 5        | Fehéroroszország (BLR) | 0     | 0     | 1     | 1        |
| 5        | Olaszország (ITA)      | 0     | 0     | 1     | 1        |
| összesen | összesen               | 2     | 2     | 2     | 6        |

### Éremszerzők
| versenyszám | arany            | ezüst           | bronz              |
| Férfi       | Steve LoBue      | Michal Navrátil | Alessandro De Rose |
| Női         | Rhiannan Iffland | Adriana Jiménez | Jana Neszciarava   |

## Statisztika
| Nőknél                           | Nőknél                           | Nőknél                           | Férfiaknál                       | Férfiaknál                       | Férfiaknál                       |
| A viadal legfiatalabb sportolója | A viadal legfiatalabb sportolója | A viadal legfiatalabb sportolója | A viadal legfiatalabb sportolója | A viadal legfiatalabb sportolója | A viadal legfiatalabb sportolója |
| Sportoló neve                    | Kor (2017. július 28. szerint)   | Nemzet                           | Sportoló neve                    | Kor (2017. július 28. szerint)   | Nemzet                           |
| -------------------------------- | -------------------------------- | -------------------------------- | -------------------------------- | -------------------------------- | -------------------------------- |
| Iris Schmidbauer                 | 1995. április 11. (22 évesen)    | Németország                      | Owen Weymouth                    | 1998. december 24. (18 évesen)   | USA                              |
| A viadal legidősebb sportolója   |                                  |                                  |                                  |                                  |                                  |
| Sportoló neve                    | Kor (2017. július 28. szerint)   | Nemzet                           | Sportoló neve                    | Kor (2017. július 28. szerint)   | Nemzet                           |
| Ginger Huber                     | 1974. december 6. (42 évesen)    | USA                              | Orlando Duque                    | 1974. szeptember 11. (42 évesen) | Kolumbia                         |